# August Wilhelm von Schlegel

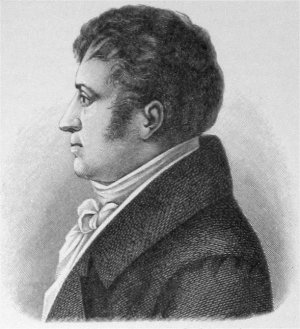
August Wilhelm Schlegel

August Wilhelm (von) Schlegel (Hannover, 5 september 1767 — Bonn, 12 mei 1845) was een Duitse literatuurcriticus uit de Romantiek en vertaler. August Wilhelm Schlegel was de oudere broer van Friedrich Schlegel. De gebroeders Schlegel stonden aan de wieg van een romantische beweging, die niet enkel op literair, maar ook op historisch-taalkundig gebied vruchtbaar is geweest. De gebroeders Schlegel ontwikkelden een nieuwe vorm van recenseren, in hun zoektocht naar karakteristieken.  De hele vroeg-romantische beweging was een reactie op de nuchtere, sobere Verlichting, die als gevoelloos ervaren werd.

## Leven
De vader van August en Friedrich was Johann Adolf Schlegel, Luthers predikant en zelf een dichter. In Hannover hield hij zich succesvol bezig met het schrijven van geestelijke liederen. De familie was oorspronkelijk afkomstig uit Meissen, intellectueel, van adel, artistiek en uitermate zelfbewust. August stamt uit een gezin met dertien kinderen. Hij bezocht het gymnasium in zijn geboortestad en studeerde in Göttingen waar hij theologie voor filologie inwisselde. Gottfried August Bürger beïnvloedde zijn leerling. In 1788 behaalde hij zijn eerste academische prijs met een verhandeling over geografie bij Homerus. In 1790 kwam zijn broer Friedrich naar de Universiteit van Göttingen. Gedurende hun studie stonden ze onder invloed van Johann Gottfried Herder, Immanuel Kant, Tiberius Hemsterhuis, Johann Winckelmann en Karl Theodor von Dalberg. In 1791 sloot hij zijn studie af en leverde een gedeeltelijke vertaling uit De goddelijke komedie van Dante en Shakespeares Midsummer Night's Dream.

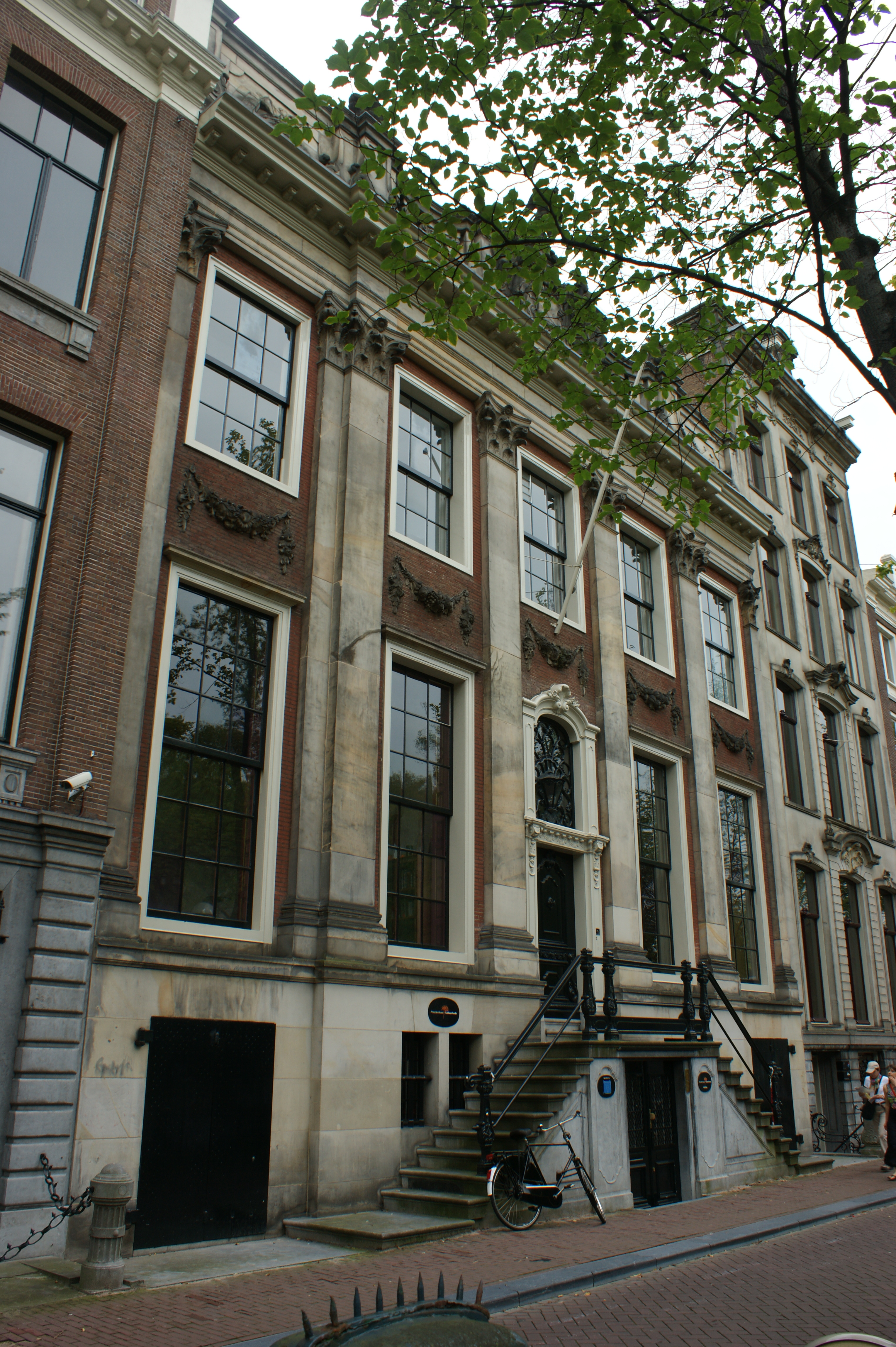
Herengracht 476, het woonhuis van Muilman

Van 1791-1795 was Schlegel huisleraar bij de Amsterdamse koopman/bankier Hendrik Muilman, woonachtig op de Herengracht 476 in de Gouden Bocht. Hij vertaalde een werk van Joachim Rendorp over de laatste oorlog met Engeland en onderhield een levendige correspondentie met Friedrich in Dresden en een jonge weduwe in Mainz. Caroline Michaelis was de dochter van een Duitse theoloog en oriëntalist. Na het Beleg van Mainz (1793) haalde hij zijn geliefde uit de gevangenis, inmiddels zwanger van een Franse officier en bracht haar onder bij een arts in Lucka; vervolgens keerde hij terug naar Amsterdam. Na het aflopen van zijn contract vestigde hij zich in Jena omdat hij door Schiller werd uitgenodigd als medewerker aan het tijdschrift Horen. Jena bleek een unieke stad, daar woonden toentertijd ook Novalis, Johann Gottlieb Fichte en Hegel. In 1796 recenseerde August een in het Duits vertaalde novelle van Belle van Zuylen. In datzelfde jaar trad hij in het huwelijk met zijn geliefde Caroline. Het werk van Schiller en de elitaire Goethe werd op de hak genomen, die August ervan verdacht democraat te zijn. De tegenstellingen tussen Schiller en zijn broer Friedrich, die elkaars werk bekritiseerden, leiden uiteindelijk tot ontslag van August. De broers kwamen in oktober 1797 tot de conclusie zelf een tijdschrift op te richten. De bedoeling was door te dringen tot de kern van iedere wetenschap, ieder systeem en iedere auteur. In december verliet Friedrich de stad en trok naar Berlijn. Het echtpaar Schlegel onderhield contact met vroegromantici, zoals Schelling en in Berlijn met het echtpaar Tieck, Dorothea Veit, Wackenroder en Schleiermacher, die onderdak bood aan zijn broer.
In het tijdschrift Athenäum, dat vanaf mei 1798 twee keer per jaar uitkwam, werden de Franse Revolutie, het werk van Goethe en Fichtes wetenschapsleer besproken. De inhoud van dit tijdschrift bestond grotendeels uit korte en lange fragmenten, dat wil zeggen, er werden geen vormelijke vereisten aan de bijdragen gesteld: gedachten, zo was de redenering, laten zich niet in afgebakende vormen gieten; ze moeten spontaan en associatief opborrelen. Als gevolg hiervan heeft het tijdschrift weinig integrale, als dusdanig identificeerbare 'werken' voortgebracht die de tand des tijds doorstaan hebben, met uitzondering van Novalis' Hymnen an die Nacht en het zogenaamde 116de fragment van de hand van Friedrich Schlegel, waarin hij de frase „progressive Universalpoesie“ gebruikt, teneinde de romantische lyriek te karakteriseren. Volgens Friedrich was romantisch een sentimenteel gegeven in een fantastische vorm naar voren gebracht. Friedrich was de theoreticus en filosoof, August de filoloog en criticus, Schleiermacher de moralist en theoloog van de "romantische academie". Tieck was de populaire verteller en Novalis de esoterische mysticus. Ook Caspar David Friedrich werkte mee.
Medewerkers aan het Athenäum spoorden elkaar — hierin geïnspireerd door Fichte — ertoe aan in allegorieën te denken: dit in tegenstelling tot de objectieve, logische beschrijving die de 18e eeuw gekenmerkt had. Deze overgang naar de Romantiek was evenwel geenszins abrupt: August Schlegels toneelstuk Ion is bijvoorbeeld nog duidelijk op het Weimarer Classicisme gericht en vertoont invloed van Schiller.
In 1798 werd August benoemd als buitengewoon hoogleraar en gaf college esthetiek. De broers en hun vrienden troffen elkaar in de zomer in Dresden, bezochten de Gemäldegalerie Alte Meister en bespraken de natuurfilosofie. In de herfst van 1799 trof het gezelschap elkaar in de woning van August. (Fichte, die Jena had moeten verlaten vanwege zijn atheïsme en Schleiermacher bleven in Berlijn, Schelling trad toe.) Rond het jaar 1800 waren Schlegel en zijn broer bijzonder gezaghebbende figuren. In zijn huwelijk kreeg hij problemen en August vertrok naar Berlijn. Ook Friedrich kreeg ruzie met zijn schoonzuster en met zijn broer.

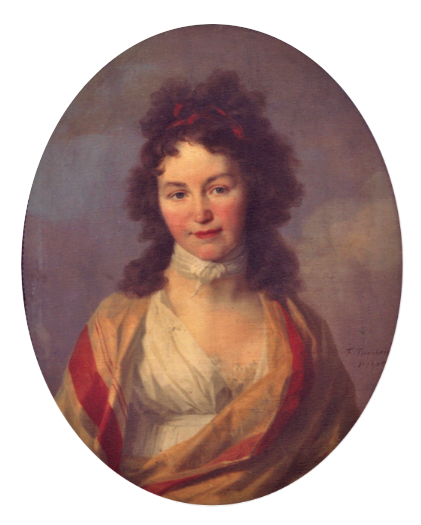
Caroline Schlegel (1798)

De voordrachten van August trokken in Berlijn de aandacht van vele literatoren. Het was duidelijk dat de Romantiek een stroming was die oorspronkelijk wilde zijn: in deze periode kwam het onderzoek naar de historische taalkunde op gang. De queeste naar de oorsprong van de taal was een onderwerp waarmee Herder zich reeds beziggehouden had; het leidde via de studie van het Sanskriet tot verregaande speculaties over een mogelijke oertaal. August Schlegel was een der eersten die hierbij uitgebreid aandacht aan het oude Indië besteedden; hij wordt soms wel de grondlegger van de oriëntalistiek genoemd al schreef uitgerekend zijn broer Friedrich een baanbrekende verhandeling over deze materie (en stierf zijn oudere broer Carl August in 1782 in Madras, waar hij zich in dienst van de Engelsen bezig had gehouden met landmeten en geografie). Hij stichtte het tijdschrift Indische Bibliothek en behandelde de Bhagavad Gita, Ramayana en Hitopadeshi.
Schelling dong enkele jaren naar de hand van Caroline Schlegel; in 1803 verliet zij haar man ten voordele van Schelling. Samen met zijn broer richtte hij het tijdschrift Europa op. "In Berlijn ontmoet hij Madame de Staël, die hem tot haar raadsman en vertrouweling maakt en hem meeneemt op haar reizen naar Italië, Frankrijk, Oostenrijk (1808) en Zweden. Veel van de ideeën die deze schrijfster in haar gezaghebbende boek De l’Allemagne ('Over Duitsland') heeft neergelegd, zijn haar door August Wilhelm ingegeven." Hij bleef in deze functie tot 1817, het jaar dat haar zoon zelfstandig was. 
Ook August neigde tot het katholicisme, bewonderde de katholieke eredienst, maar hield zich in, toen hij bemerkte hoeveel kritiek zijn broer over zich heen kreeg. Rond 1810 woonde hij in Bern, maar werd door de prefect gedwongen de stad te verlaten. In 1812 bevond hij zich in Stockholm in dienst van Bernadotte; in 1813 nam hij deel aan de Völkerschlacht bij Leipzig. In 1815 verbleef hij in Italië. In 1816 woonde hij in Parijs en bestudeerde de minnedichten van de troubadours. 
In 1818 keerde Schlegel, die vanaf 1815 zijn adellijke titel opnieuw gebruikte, naar Bonn terug. Hij werd er professor in de kunst- en literatuurgeschiedenis. Zijn werk concentreerde zich nu op vertalingen, waarin hij uitblonk: werk van Calderón de la Barca en Dante vertaalde hij virtuoos. Zijn naam is ook verbonden aan de complete vertaling van de werken van Shakespeare, die hij samen met Ludwig Tieck opzette (al dient opgemerkt dat de meerderheid ervan door Tiecks dochter Dorothea werd voltooid), de zogenaamde Schlegel-Tieck-vertaling. Zeer geslaagd zijn verder zijn vertaalde sonnetten van Petrarca.
August Schlegel verschilde qua karakter sterk van zijn impulsieve, bevlogen broer Friedrich: August was ijdel en gevoelig, had een talenknobbel, was een kunstkenner en kenner van de oudheid en dramatiek; zijn broer een uitermate scherpzinnig observator, die de doelstellingen van de romantische beweging exact wist te verwoorden, en nauwgezette definities van de nieuwe wereldvisie formuleerde. Beide waren overtuigd van hun aristocratie. Als academicus en wetenschapper kan hij een demiurg van de historische taalkunde genoemd worden; als vertaler is zijn belangrijke verdienste dat hij aanzienlijke delen van de wereldliteratuur in de Duitstalige wereld geïntroduceerd heeft.

## Werken
- 1798 Athenäum (tijdschrift, tot 1800)
- 1800 Literarischer Reichsanzeiger (satire)
- 1803 Ion (toneelstuk)
- 1804 Vorlesungen über Schöne Litteratur und Kunst (essays, gepubliceerd in 1884)
- 1809 Wiener Vorlesungen über dramatische Kunst und Litteratur (drie delen)